# Schlebusch

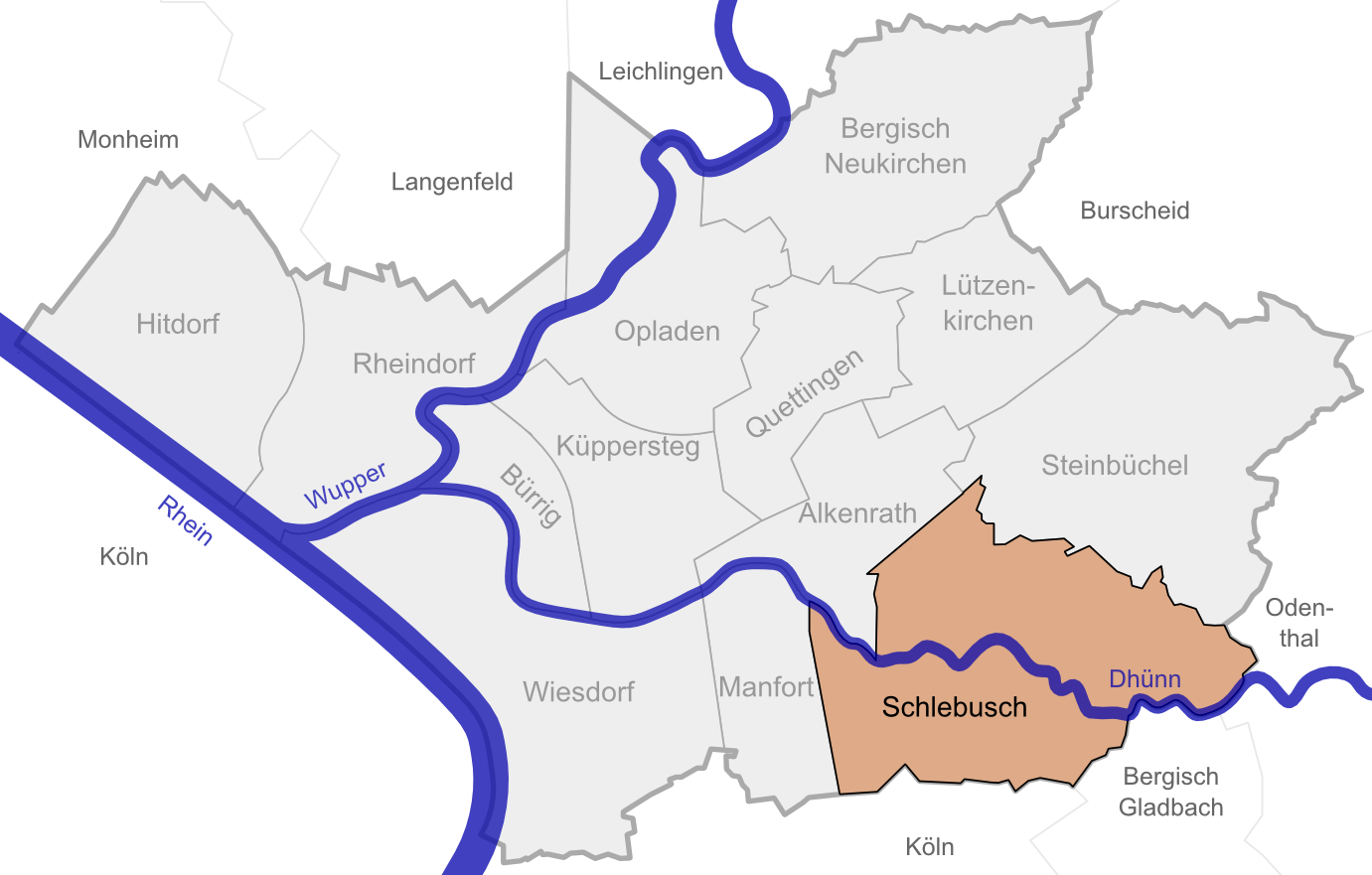
Harta cu amplasarea cartierului în Leverkusen

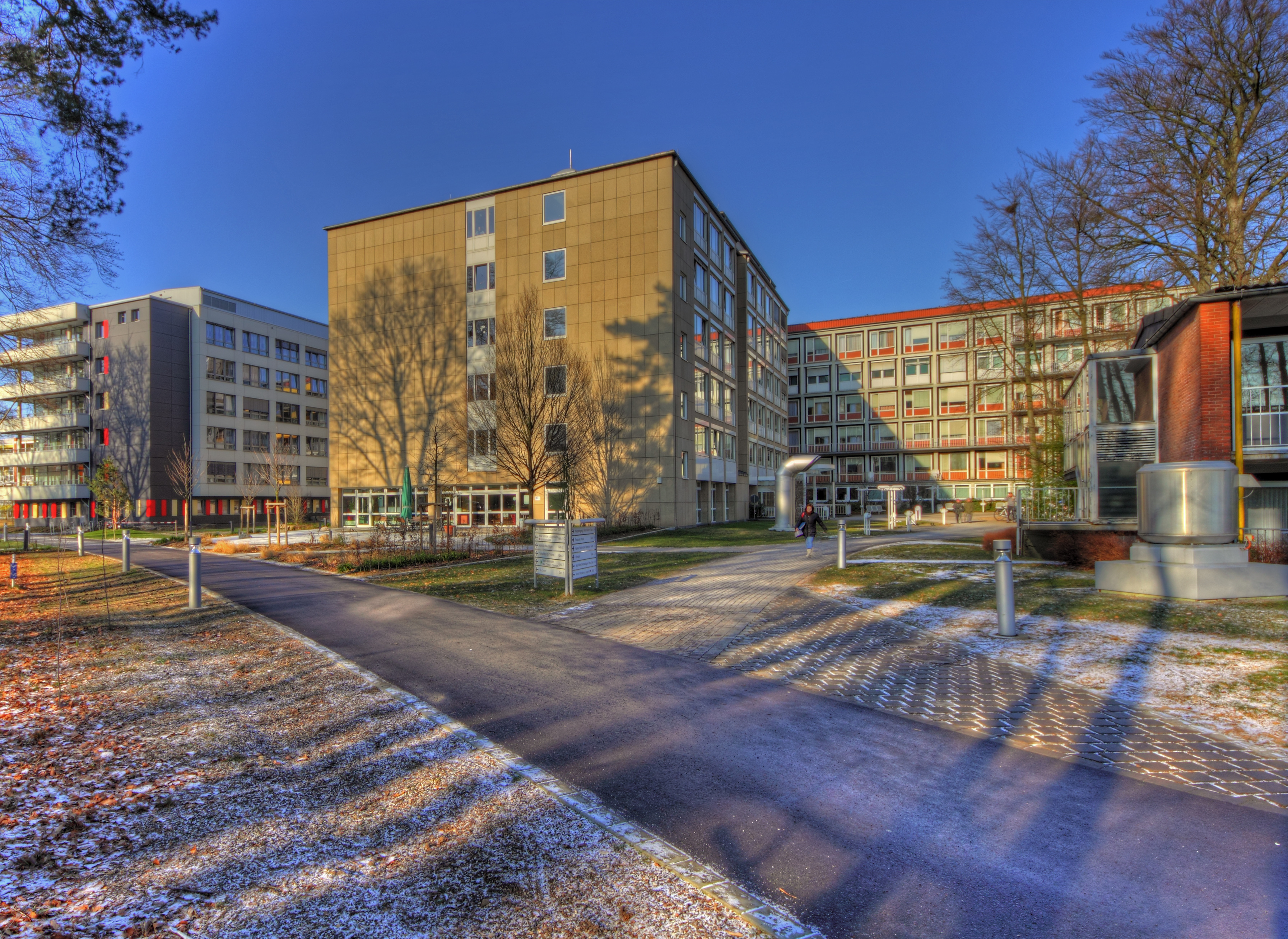
Spital din Schlebusch

Schlebusch este un sector al orașului Leverkusen, Renania de Nord-Westfalia, Germania.

## Date geografice
Schlebusch este situat în sud-estul orașului Leverkusen, fiind învecinat cu  Steinbüchel, Alkenrath, Manfort, Bergisch Gladbach-Schildgen și Köln-Dünnwald. In trecut regiunea Bergisches Land era o regiune agrară Schlebusch având caracter rural însă în prezent a devenit un centru urban prin extinderea firmelor Bayer și Lanxess.